# Акакпо, Яови
Яови́ Родже́р Акакпо́ (фр. Yaovi Roger Akakpo; род. 3 ноября 1999) — тоголезский футболист, полузащитник клуба «Габала».

## Карьера
В феврале 2020 года перешёл в «Габалу». Дебютировал в Премьер-лиге Азербайджана в матче против «Нефтчи», выйдя на замену.
В сезоне 2021/22 отличился двумя забитыми мячами. «Габале» удалось обыграть «Кешлю» и «Сабах» благодаря голам Яови.